# Cocaine (album)
Cocaine – trzynasty studyjny album amerykańskiego rapera Z-Ro. Gościnnie na albumie występują Lil’ O, Mike D, Big Pokey, Lil’ Flip, Billy Cook, Gucci Mane & Chris Ward.

## Lista utworów
| #  | Tytuł                     | Producent         | Gościnnie               | Czas |
| -- | ------------------------- | ----------------- | ----------------------- | ---- |
| 01 | „Intro"                   | Bigg Tyme         |                         | 4:04 |
| 02 | „One Two"                 | Z-Ro              | Billy Cook              | 4:10 |
| 03 | „Don't Worry Bout Mine"   | Big E             | Big Pokey               | 4:44 |
| 04 | „Type Of Nigga I Am"      | Bigg Tyme         |                         | 4:12 |
| 05 | „Quarterback Vision"      | Bigg Tyme         |                         | 4:01 |
| 06 | „"I Don't Give A Damn"    | Z-Ro              |                         | 5:38 |
| 07 | „Bottom To The Top"       | Z-Ro              | Mike D                  | 4:44 |
| 08 | „Can't Leave Drank Alone" | Big E             | Lil’ O                  | 4:41 |
| 09 | „Doing Just Fine"         | Beanz N Kornbread |                         | 5:16 |
| 10 | „Southside"               | Z-Ro              | Lil’ Flip               | 4:35 |
| 11 | „Haters Got Me Wrong"     | Z-Ro              | Gucci Mane & Chris Ward | 4:49 |
| 12 | „On My Grind"             | Z-Ro              |                         | 4:48 |
| 13 | „Shotta"                  | Z-Ro              |                         | 4:49 |
| 14 | „Thank You"               | Z-Ro              | Lil’ Flip               | 4:39 |
| 15 | „But"                     | Z-Ro              |                         | 4:20 |
| 16 | „Tha Police"              | Z-Ro              | Chris Ward              | Z-Ro |
| 17 | „Bring My Mail"           | Z-Ro              |                         | 3:42 |